# George Arnauld
George Arnauld, née au François (Martinique) le 6 mars 1953, est une féministe martiniquaise.

## Biographie

### Enfance
George Arnauld naît au François (en Martinique) le 6 mars 1953. Elle a pour père le gérant d'une exploitation de canne à sucre où elle passe son enfance. Avec sa demi-sœur, elle aide sa mère à s'occuper des registres de cette exploitation.

### Premiers engagements et études
En 1969, George Arnauld s'engage dans des mouvements lycéens de Martinique et fait de même en 1971 en Guadeloupe. En 1974, elle étudie la psychologie à Toulouse et continue son engagement en Martinique en rencontrant le Groupe révolution socialiste (GRS) et en participant à l'Association générale des étudiants martiniquais. Avec le fondateur du GRS, Gilbert Pago, elle a deux fils, Michael né en 1983 et Francis né en 1986, puis se marie en 1991.

### Militantisme féministe
Les conditions de vie difficiles des amareuses (femmes coupant les cannes à sucre), et plus généralement des femmes en Martinique, sensibilisent George Arnauld à un futur engagement féministe.
Elle obtient un poste de conseillère d'orientation en Martinique et en 1990, l'éducation nationale la missionne de diversifier les choix professionnels des filles, ce qui la rapproche de l'Union des femmes de Martinique, à laquelle elle adhère en 1991, puis en devient présidente de 1997 à 2009.
Elle y a un rôle majeur en redéfinissant les priorités : sensibilisation à la question des violences conjugales, création du premier centre d'hébergement et de réinsertion des femmes victimes de violence et de leurs enfants, le thème du harcèlement sexuel, dénonciation de l'esclavage moderne et prévention des violences en milieu scolaire. 
Des désaccords l'amènent à quitter l'Union et à participer en 2013 à la fondation de Culture Égalité, association féministe continuant l'engagement et la relève féministe à la Martinique.

### Engagement politique
George Arnauld se présente à des élections municipales, régionales et cantonales sous l'étiquette du GRS, en étant tête de liste aux élections municipales françaises de 2001 et en ayant atteint le second tour des élections cantonales de 2011 en Martinique, à Fort-de-France.